# Maksym Żeleźniak
Maksym Żeleźniak (ukr. Максим Залізняк, ros. Максим Железняк) (ur. ok. 1740, zm. po 1768) – kozak zaporoski, przywódca powstania chłopskiego tzw. koliszczyzny.

## Życiorys
Urodził się w chutorze Kałyniwka pomiędzy wsiami Medwediwka i Iwkowce w okolicy Czehrynia w rodzinie chłopskiej. Według innego źródła przyszedł na świat w Iwkowcach. Po śmierci ojca, w wieku 13 lat uciekł na Zaporoże. Około 1757 dotarł do kurenia tymoszewskiego i przez kolejne pięć lat zdobywał środki na utrzymanie wykonując drobne prace. W 1762 przeniósł się nad dolny brzeg Dniepru i utrzymywał się z rybołówstwa.
Od 1767 był sługą klasztornym w Monasterze Motronińskim; był niepiśmienny.
W 1768 roku został jednym z przywódców koliszczyzny, wystąpienia hajdamackiego (w tym zbiegłych chłopów) na Ukrainie Prawobrzeżnej. Do wywołania powstania miał go przekonać ihumen prawosławny. Został wybrany pułkownikiem, następnie hetmanem wojska hajdamackiego. Żeleźniak wraz z Iwanem Gontą byli bezpośrednio odpowiedzialni za rzeź humańską (21 czerwca 1768), kiedy po zdradzie Gonty hajdamacy opanowali zamek w Humaniu, wymordowali w mieście w ciągu jednego dnia do 20 tysięcy Polaków i Żydów, księży rzymskokatolickich i unickich, oraz innych ludzi szukających tam ratunku.
Kiedy powstanie zaczęło wymykać się spod kontroli, został schwytany przez wojska rosyjskie, po czym jako rosyjski poddany najprawdopodobniej skazany na katorgę i wywieziony na Syberię, do Nerczyńska, gdzie zmarł. Według innej wersji, zbiegł z zesłania, lecz został pojmany; istnieje też wersja, że zbiegł i wziął udział w powstaniu Jemieljana Pugaczowa w latach 1773–1775.
Żeleźniak jest jednym z głównych bohaterów poematu Hajdamacy (1841) Tarasa Szewczenki.

## Upamiętnienie
Jego imię nosił pułk konny Armii Czynnej Ukraińskiej Republiki Ludowej.